# Myoglanis potaroensis
Myoglanis potaroensis är en fiskart som beskrevs av Eigenmann 1912. Myoglanis potaroensis ingår i släktet Myoglanis och familjen Heptapteridae. IUCN kategoriserar arten globalt som livskraftig. Inga underarter finns listade i Catalogue of Life.